# Бърлий
Окръг Бърлий (на английски: Burleigh County) е окръг в щата Северна Дакота, Съединени американски щати. Площта му е 4320 km², а населението - 95 030 души (2017). Административен център е град Бисмарк.